# Fritjof Capra
Fritjof Capra (Beč, 1. veljače 1939.), austrijsko-američki fizičar i publicist. 
Autor je nekoliko popularnih knjiga, u kojima iznosi ideju sinteze suvremene znanosti s drevnim istočnjačkim učenjima. Capra također govori o potrebi promjene suvremenog (preživjelog), redukcionističkog pogleda na svijet, u korist holističkog, ekološkog pogleda, koji bi, po njegovom mišljenju, mnogo bolje odražavao sadašnji položaj čovječanstva i olakšao njegove susrete s izazovima budućnosti.

## Život
Capra je doktorirao teorijsku fiziku na bečkom sveučilištu, 1966. god. Bavio se teorijskom fizikom i fizikom visokih energija na sveučilištu u Parizu (1966-68.), Kalifornijskom sveučilištu u Santa Cruzu (1968-70.), na linearnom akceleratoru u Stanfordu (1970.), na londonskom sveučilištu (1971-74.) i u laboratoriju «Lawrence Berkeley» na Kalifornijskom sveučilištu (1975-88.). Zanimale su ga filozofske implikacije suvremene fizike, te je došao do zaključka da konceptualna promjena, koju je u fizici izazvala kvantna teorija, ima također i važne društvene implikacije. Šezdesetih godina 20. stoljeća bio je pod utjecajem društvenih previranja tog vremena, a nakon toga ga je privukla budistička doktrina. Deklarirao se kao katolik i budist (istovremeno). Osnivač je i direktor centra za eko-pismenost (Center for Ecoliteracy) u Berkeleyu, u Kaliforniji. 

## Djelo
Sedamdesetih godina 20. stoljeća, Frijof Capra se zainteresirao za korjenite promjene koje je početkom stoljeća pokrenula kvantna teorija, prvo u fizici, zatim u filozofiji, i konačno u cjelokupnom intelektualnom pogledu na svijet. 
U prvoj knjizi, «Tao fizike» (1975.) govori o zanimljivim analogijama između suvremene fizike i istočnjačkih filozofija i tvrdi da fizika i metafizika različitim putevima dovode do istog znanja. Redukcionistički pogled na svijet do spoznaje dolazi analizom, razlaganjem većih stvari ili problema, na manje stvari ili probleme. Svijet oko nas je materijalan. Možemo ga analizirati i razlagati na sve manje i manje dijelove, dok konačno ne dođemo do atoma i subatomskih čestica. Međutim, ispostavilo se da o svemu onome što se događa na subatomskoj razini možemo govoriti samo u terminima vjerojatnosti. Drugim riječima, sve ono što se tamo događa ovisi o dinamici cjeline. Subatomske čestice su samo apstrakcija. One nisu materijalni objekti, nego mreža odnosa. Ne možemo reći da se tvar sastoji od objekata, od «stvari». Zapravo se sastoji od mreže odnosa, od obrazaca nekog procesa. 
Kad su fizičari počeli shvaćati o čemu se tu radi, mnogi od njih su zapali u tjeskobu, jer su osjećali da dotadašnji fizikalni principi više ne vrijede, da čitav znanstveni sustav i metodologija dolaze u pitanje, da više nemaju čvrstog uporišta pod nogama 
A, kako izlaže Capra, to što nam govori kvantna fizika – jest upravo ono što govore i istočnjački mistici. Budistička tradicija govori o ništavilu iz kojeg izviru svi oblici. A ti oblici nisu «stvari», nisu izolirani objekti, nego oblici jednoga ili «jednosti». I zato što je sve prolazno, zato što su sve to sjene, ne treba uz njih prianjati, jer to rađa frustraciju i patnju. Slično je u hinduizmu – svijet je nestalan, nestabilan, promjenjiv. Ono što mi vidimo kao materijalnu stvarnost, samo je varka naših osjetila, iluzija – “maya”. 
Na kraju knjige, Capra kaže: “ Vjerujem da je pogled na svijet koji izvire iz suvemene fizike, u neskladu s našim sadašnjim društvom, koje ne odražava harmoničnu međupovezanost koju opažamo u prirodi. Kako bismo postigli takvo stanje dinamičke ravnoteže, potrebna nam je korjenito drugačija društvena i ekonomska struktura: kulturna revolucija u pravom smislu riječi. Opstanak cijele naše civilizacije možda ovisi o tome hoćemo li postići tu promjenu.”
U «Vremenu promjena» («The Turning Point», 1982.),  Capra govori o novoj holističkoj ili integralnoj kulturi, koja smjenjuje staru mehanicističku, materijalističku kulturu zapada. 
On suprotstavlja, na jednoj strani staru, zapadnu kulturu (mehanicizam, newtonovsku fiziku, racionalizam, analizu, redukcionizam, linearni model mišljenja), a na drugoj strani novu, holističku kulturu (holizam, kvantnu fiziku, intuiciju, sintezu i sustavni model mišljenja). Suprotstavljene vrijednosti koje odgovaraju ovim suprotstavljenim kulturama bile bi: širenje, nadmetanje, kvantiteta i dominacija – kao samopotvrđujuće vrijednosti «stare» kulture, odnosno očuvanje, suradnja, kvaliteta i partnerstvo – kao integracijske vrijednosti «nove» kulture. 
Radi se o promjeni misaone paradigme. Naša sadašnja, «stara», zapadna ili europska kultura, čije početke predstavlja kartezijanska dihotomija duha i tijela, osniva se na hijerarhičnosti i linearnosti, a «nova» na suradnji i na mreži. 
Ono što je Capra istaknuo u “Turning pointu”,  jest da su svi problemi današnjeg svijeta međusobno povezani, umreženi. A kako je svijet danas povezaniji nego ranije, na razne načine, to dolazi još više do izražaja. Problemi se sve teže rješavaju na stari način, i sve više ih je i nerješivo na stari način. 
U “Mreži života” (The Web of Life”, 1997.), Capra dalje razrađuje sustavni način gledanja na živi i neživi svijet.  Od kvantne fizike (subatomske čestice nisu objekti u pravom smislu riječi, nego su zapravo apstrakcije koje označavaju veze između drugih čestica), preko ekologije, teorije kaosa (koncizan opis fraktalne geometrije, Mandelbrotovog skupa, i pristupačan traktat o teoriji kompleksnih brojeva, odnosno o «dinamičkoj teoriji sustava»), pa do samoorganizacije, autopoeze, disipativnih struktura, itd. 
Prema Capri, fizika više nije temelj znanosti. Naglasak polako prelazi na biologiju. Živi sustavi su sustavi koji su stabilni ali daleko od ravnoteže (u termodinamičkom smislu), i imaju veliki protok materije i energije. Zbog toga što kroz njih stalno teče tvar i energija, oni su «otvoreni» sustavi. Zbog svojeg obrasca organizacije, oni su prema vani «zatvoreni». Živi sustavi su disipativni sustavi (termin koji je uveo Ilja Prigogin), sustavi u kojima djeluju samoorganizacija i autopoeza (termin koji su skovali Humberto Maturana i Francisco Varela, autori tzv. Santijaške teorije kognicije - prema Capri, Santiago teorija je prva znanstvena teorija koja zaista prevladava kartezijansku podjelu na duh i tijelo.).

## Utjecaji
Capru je, potpuno u skladu s njegovim razmišljanjima, i s postmodernističkom pozadinom na kojoj se pojavio,  teško svrstati u određenu sferu djelatnosti. On nije ni filozof, ni fizičar, ni pisac, a ujedno jest sve navedeno.  Capra svakako nije originalni mislilac, ali piše jednostavnim stilom popularne znanosti, te je sposoban čitatelju približiti neke inače teško razumljive znanstvene ideje. Promjena paradigme, koju propovijeda Capra, bliska je staroj ideji o cikličkoj smjeni civilizacija. Capra sam, među svojim duhovnim uzorima navodi Georga Wilhelma Friedricha Hegela i Pitirima Aleksandroviča Sorokina. Njegove su holističke ideje također bliske lingvističkom i strukturalističkom načinu mišljenja. 
Neki su ga fizičari ipak kritizirali zbog površnosti i zbog neopravdanog povezivanja znanosti s religijom. Navodi se da je njegova prva knjiga, bestseler “Tao fizike”, označila početak tzv. “kvantnog misticizma”, tj. prakse posuđivanja znanstvenih termina u cilju opravdavanja ideja “New Agea” i drugih pseudoznanstvenih vjerovanja. 

## Ostala literatura
Razgovor s Fritjofom Caprom : Od materije prema svijesti : razvoj spoznaja moderne fizike / [razgovarao i uvodni tekst napisao] Jacques Languirand ; s francuskog prevela Ivana Germain. (u: Europski glasnik. 7 (2002), 7 ; str. 133-140